# 巴黎-勒布尔歇机场
巴黎-勒布尔歇机场（法語：Aéroport Paris-Le Bourget）是一個位於法國巴黎北北東方約11公里處的機場，機場用地介於法兰西地区博讷伊（Bonneuil-en-France）與迪尼（Dugny）兩個市鎮之間，橫跨瓦茲河谷省與塞納-聖但尼省兩省行政交界。除了一般包括民航與通用航空用途外，此機場也是包括巴黎航空展在內的許多航空展舉辦場地。戴高樂機場、奧利機場與勒布爾熱機場是巴黎都會地區最重要的三座主要機場，三者都是由巴黎机场集团經營管理。
1919年啟用的勒布爾熱機場是巴黎的第一座民用機場，亦一直是1932年奧利機場啟用前，大巴黎地區唯一的民用機場。在1927年時法國飛行員夏尔·南热塞（Charles Nungesser）和弗朗索瓦·科利（François Coli）兩人所駕駛的「白鳥號」（L'Oiseau Blanc），自此機場起飛，進行飛往美國紐約的跨大西洋飛行挑戰，但兩位法國飛行員不幸在飛抵美國前失蹤罹難。1927年5月21日查爾斯·林白（Charles Lindbergh）駕駛的「聖路易精神號」（Spirit of St. Louis）在此降落，成功成為世界上第一個完成单人跨大西洋航線的飛行員。
除了機場本體外，一些與航空有關的法國機構也設址於機場範圍內，例如航空太空博物館（Musée de l'air et de l'espace）。

## 圖集

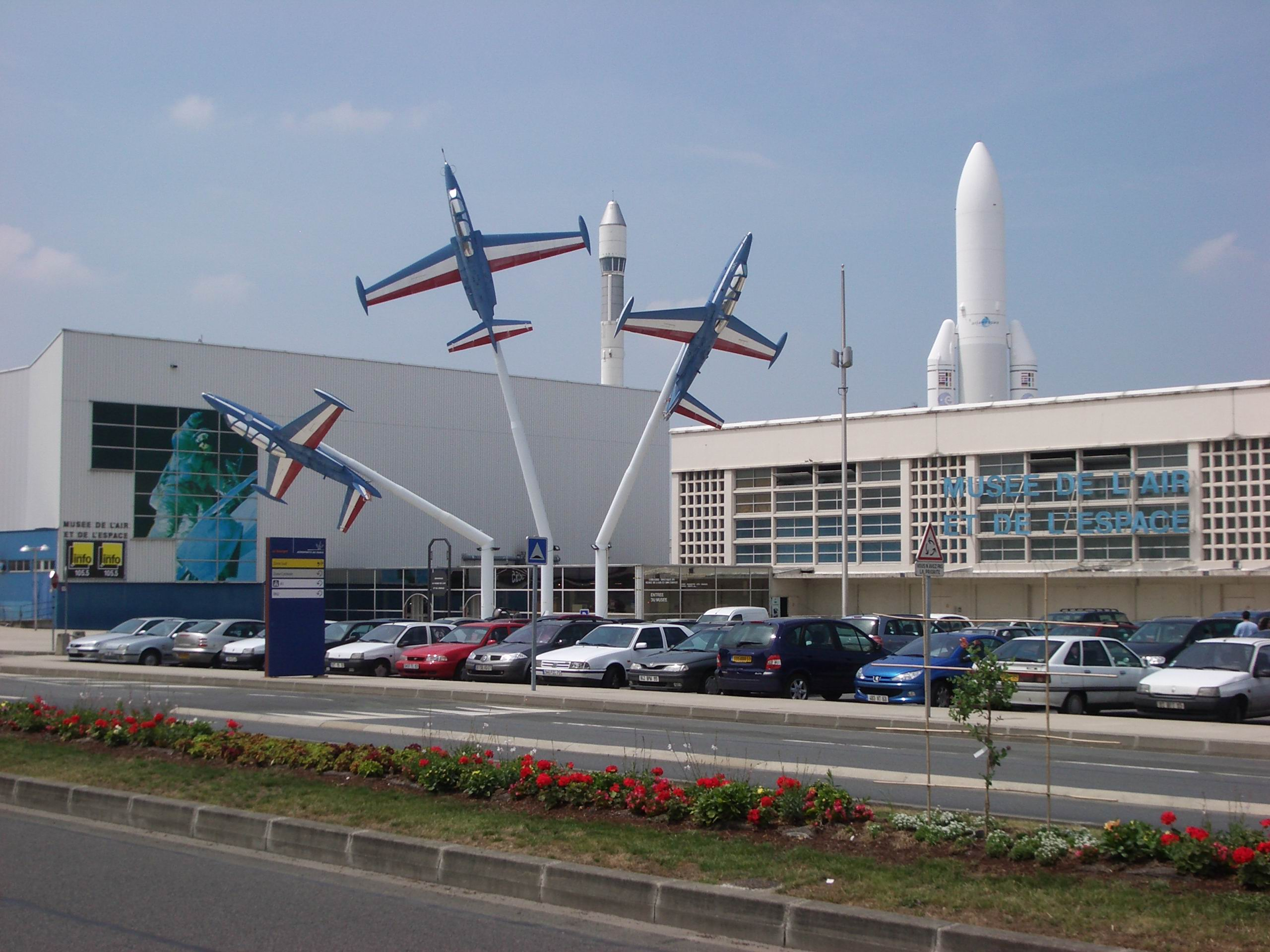
航空太空博物館的入口
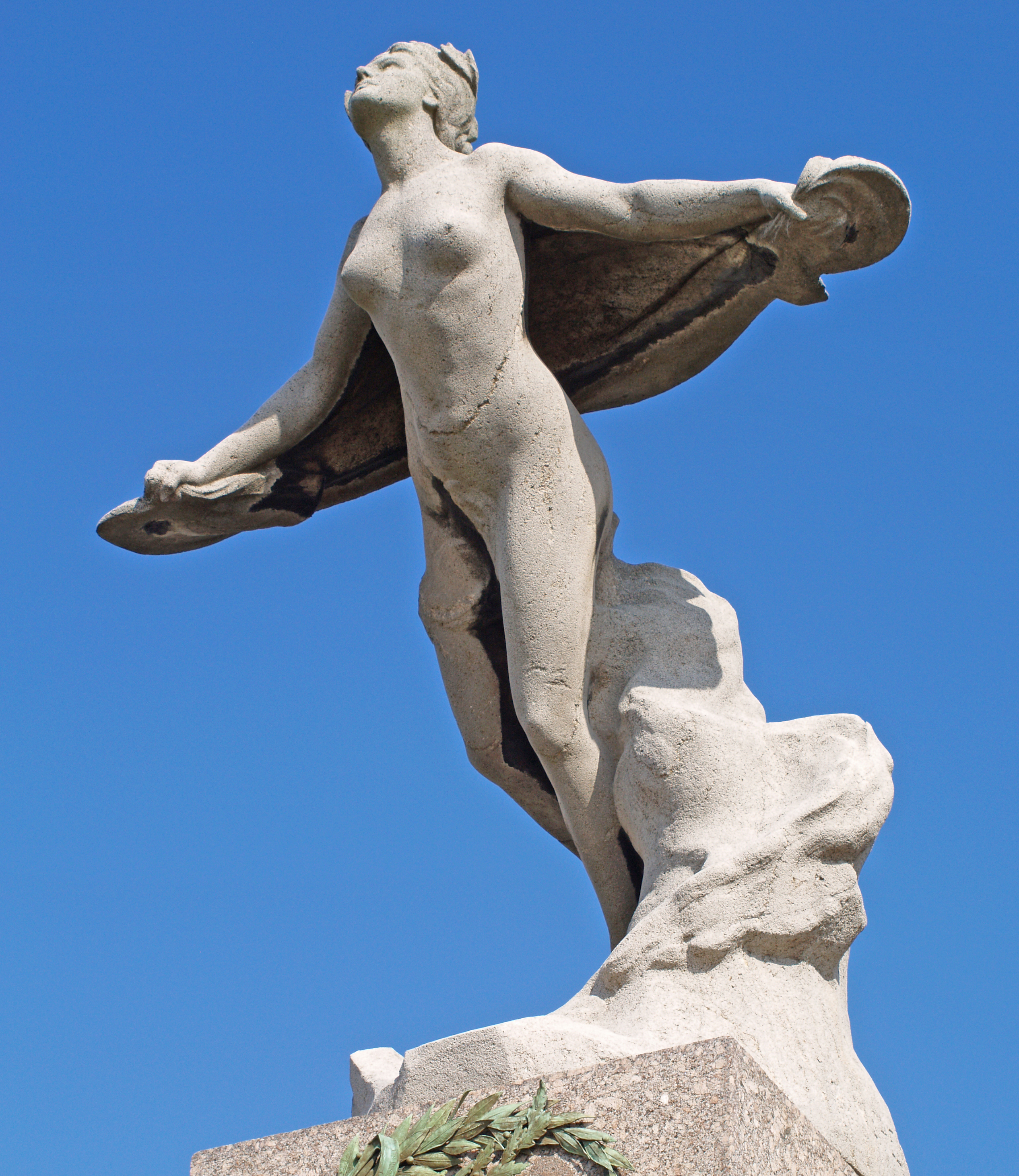
在1928年時設置在機場入口，用以紀念夏尔·南热塞、弗朗索瓦·科利與查爾斯·林德伯格三人越洋飛行冒險壯舉的紀念碑。

## 外部連結
- （英文）機場首頁 （页面存档备份，存于）（官方網站）
- （法文）
- （法文）大氣和太空展覽館的歷史
- （英文）